# Joseph Balsamo
Pour les articles homonymes, voir Balsamo, Joseph Balsamo (homonymie) et Cagliostro (homonymie).
 (septembre 2014).
Giuseppe Balsamo (Joseph Baume), dit Alessandro (Alexandre), comte de Cagliostro (Caillostre), est un aventurier sicilien né à Palerme en Sicile le 2 juin 1743 et mort dans la prison pontificale de San Leo (États pontificaux) le 26 août 1795.

## Noms
Si son véritable nom est Joseph Balsamo, il adopte au cours de sa vie divers pseudonymes, notamment ceux de comte Pellegrini, Mélissa, Fenice, Hérat ou encore chevalier de la Sainte-Croix, et le nom avec lequel il est passé à la postérité est celui de « comte de Cagliostro », inspiré par le nom de sa marraine.

## Biographie
Né à Palerme le 2 juin 1743 près de l'église du Gesù dans le réduit d'un modeste garde-magasin, baptisé le 8 juin 1743 avec les prénoms de « Josephus, Joannes Baptista, Vincenzo, Petrus, Antonius, Matthaeus », il est le fils de Pietro Balsamo et Felicita Bracconieri, d'une famille juive[réf. nécessaire] pauvre résidant à Albergheria, l'ancien quartier juif de Palerme.
Goethe soupçonna que la famille était d'origine juive (Cagliostro lui-même a affirmé avoir été un disciple de Haïm Falk, le Baal Shem de Londres). Selon le témoignage d'Italiens qui avaient conversé avec Cagliostro à Saint-Petersbourg, son langage ne ressemblait à aucun idiome italien, mais il tenait beaucoup du jargon des juifs d'Italie.
À peine sorti de l'enfance, il entre en 1756 au séminaire du couvent des Fatebenefratelli à Caltagirone, où il prend l'habit des frères de la Miséricorde, religieux soignants. Il y devient infirmier puis médecin.
Chassé de sa communauté d'accueil dès 1758 pour indélicatesses et escroqueries, il retourne à Palerme. Il est obligé de bonne heure de quitter sa patrie et parcourt de 1764 à 1767 sous différentes identités la Grèce, l'Égypte, l'Arabie, la Perse, Malte, Naples, Rome, et de nombreuses autres villes de l'Europe. Il acquiert de ses voyages la connaissance de quelques secrets alchimiques et médicinaux, et se fait une grande réputation pour des « cures merveilleuses ».

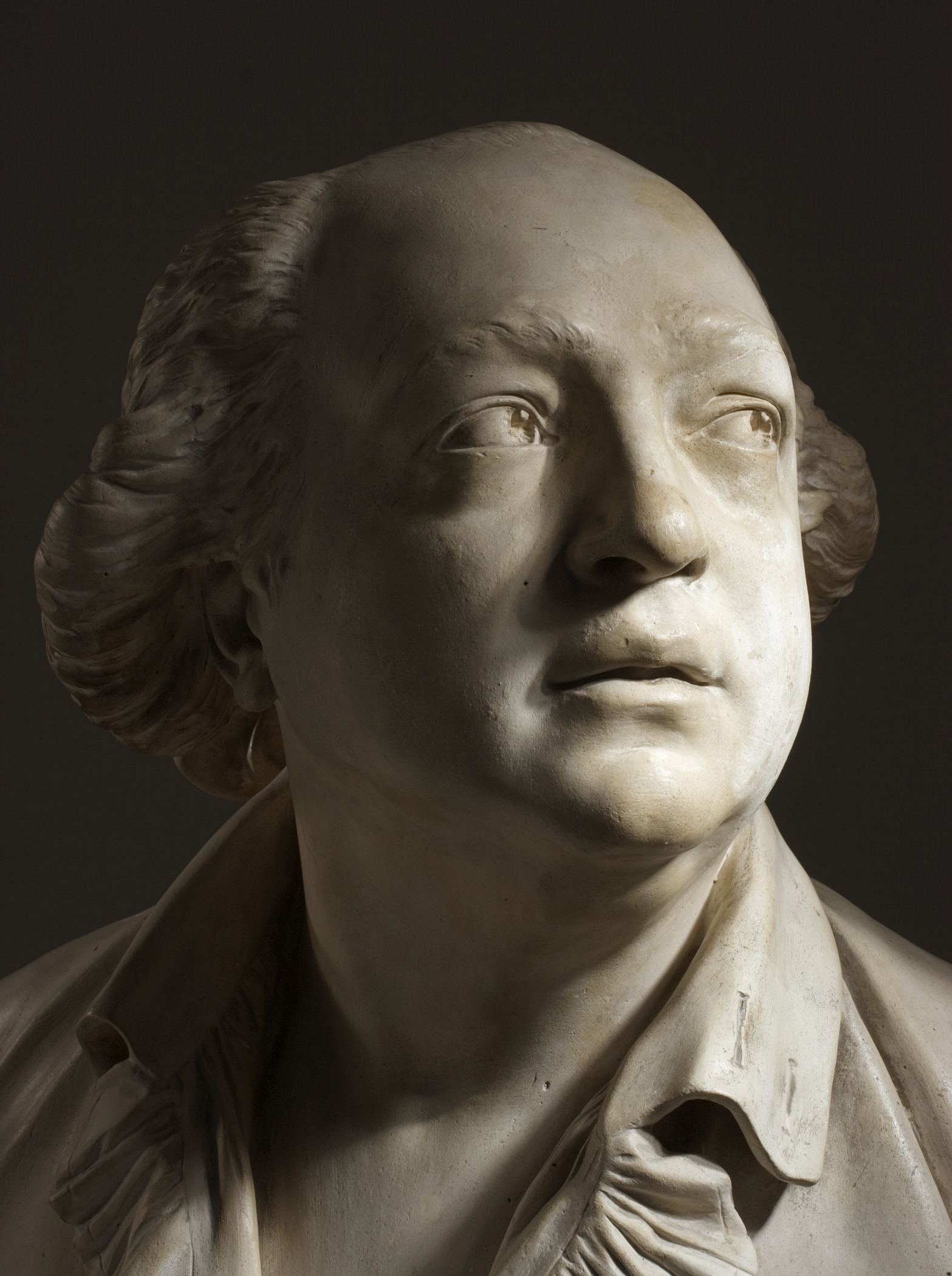
Joseph Balsamo

Le 21 avril 1768, il épouse à Rome Lorenza Feliciani, alias Seraphina, qui l'aidera dans ses escroqueries en séduisant les grands personnages que le couple rencontre.
Il rencontre Casanova à Aix-en-Provence en 1769.
De 1770 à 1776, il voyage en Europe (Madrid, Lisbonne, Londres, Paris, Venise, Naples, Bruxelles, Allemagne) et en Afrique du Nord. Le 12 avril 1777, à Londres, il est initié à la franc-maçonnerie dans une loge francophone, puis part pour Bruxelles. De 1778 à 1783, il voyage à Venise (deuxième rencontre avec Casanova), Paris, Strasbourg, Saint-Pétersbourg, Varsovie, Bâle. Il prend le nom de comte de Cagliostro.

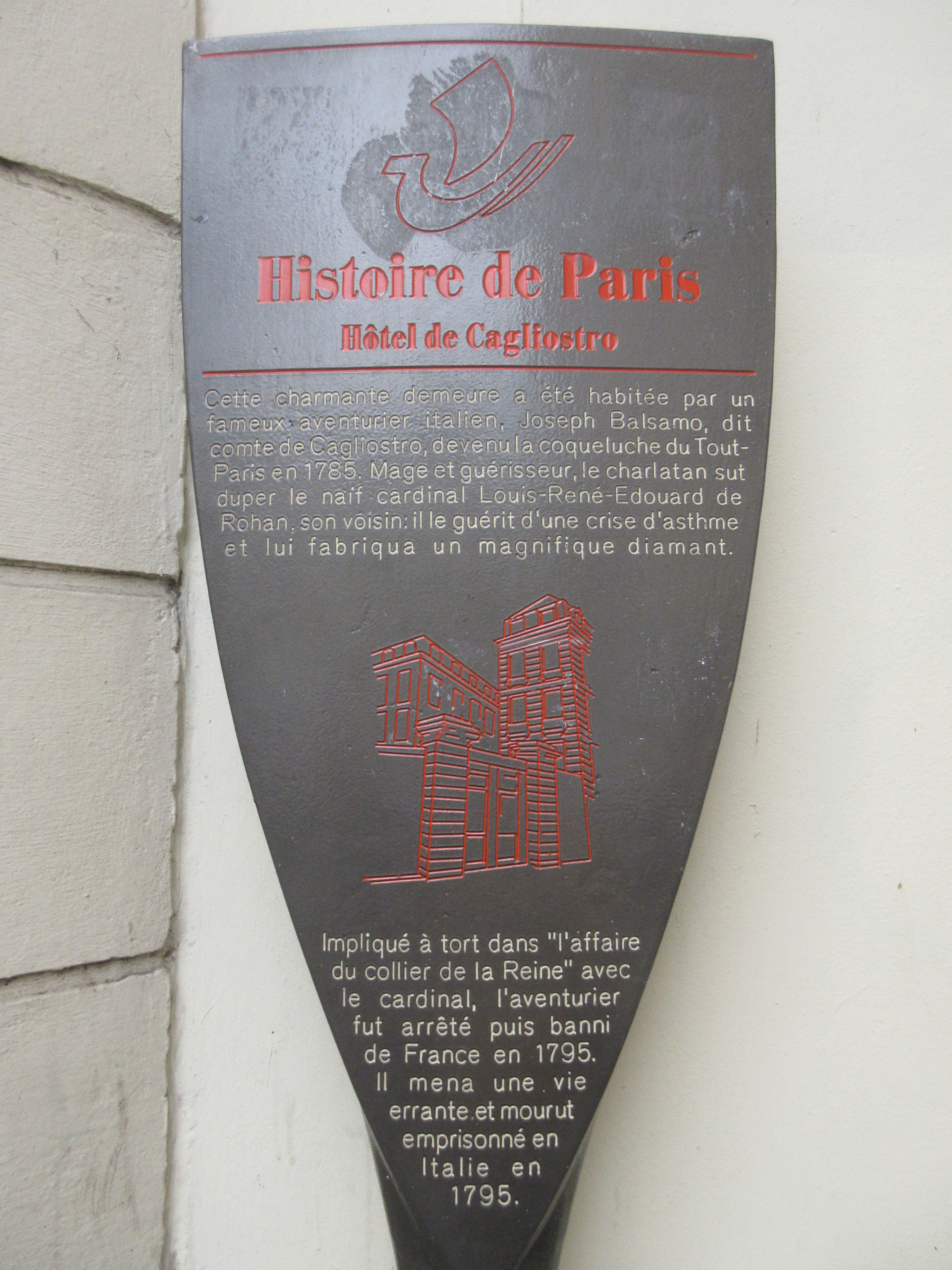
Panneau devant l'hôtel de Cagliostro à Paris.

Lorsqu'il arrive en France en 1780, il se fixe pendant quelque temps à Strasbourg où il est reçu avec enthousiasme, puis se rend à Paris où il ne suscite pas moins l'admiration, devenant quelque temps à la mode dans la haute société. Il se présenta au public aristocratique comme un thaumaturge et un initié, et se place sous le patronage d'un grand seigneur, le cardinal de Rohan, prince-évêque de Strasbourg, grand aumônier de France, spéculateur averti, qui pressent le parti qu'il pourrait tirer du « mage ». Lors de son passage à Strasbourg, il guérit Louis Olivier de Langlais qui souffrait sans doute de dépression et se trouve métamorphosé par ses soins. Il vante par la suite la générosité et le désintéressement de cet illustre étranger.

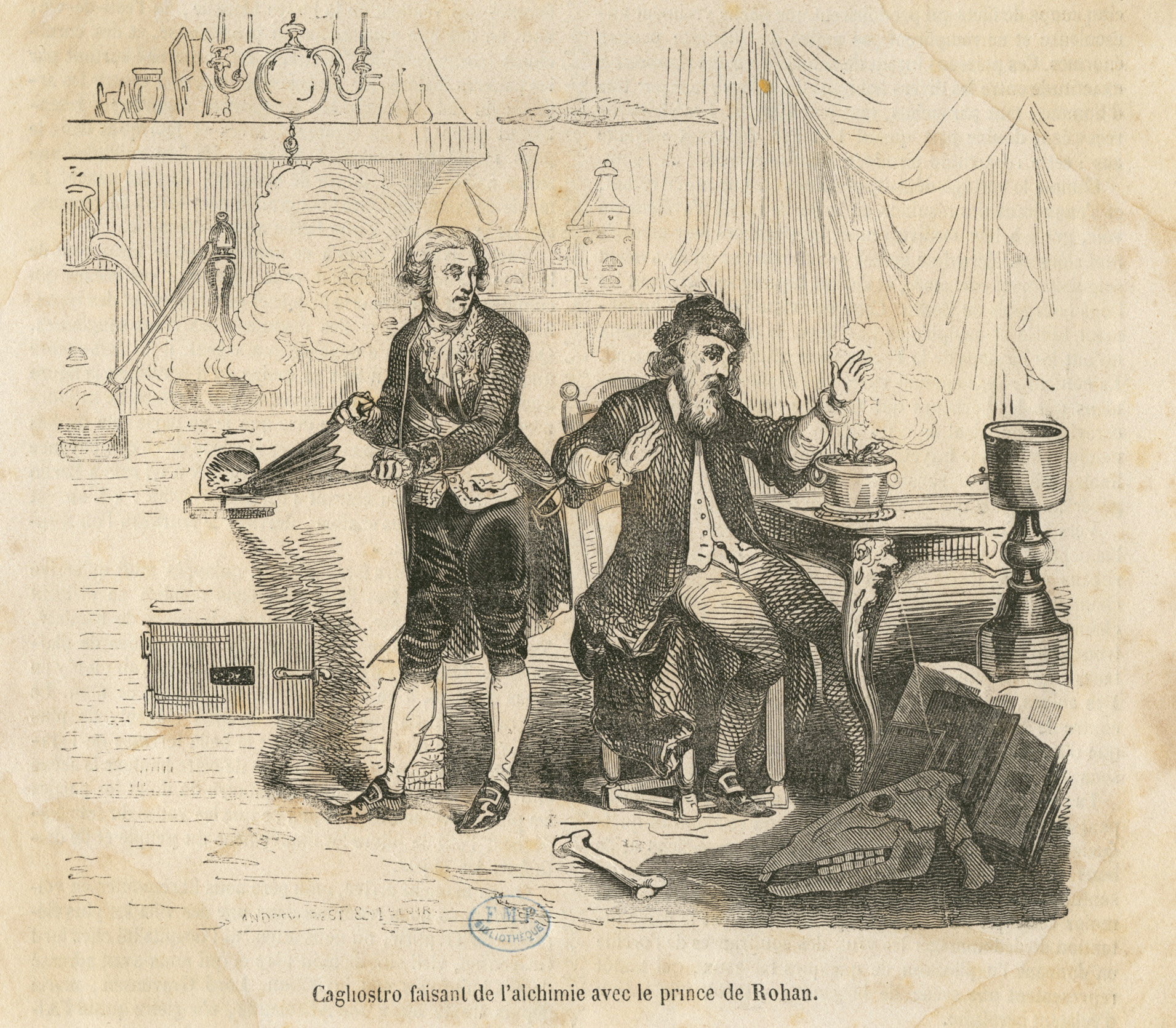
« Cagliostro faisant de l'alchimie avec le prince de Rohan ».

De novembre 1783 à octobre 1784, Joseph Balsamo est à Bordeaux, logé chez le marquis de Canolle. Il tente sans succès d'y diffuser sa « science para-maçonnique ». En 1784, à Lyon, il fonde la loge maçonnique « la sagesse triomphante ».
Cagliostro se prétend le disciple du comte de Saint-Germain, aventurier mystérieux, qui, à Versailles où il avait brillé vers 1750-1760, se déclarait immortel. Il affirme aussi posséder une eau de jouvence, sérum de jeunesse éternelle qu'il vend aux crédules. Il vend également très cher différents élixirs, des pilules, fait des tours de magie et de sorcellerie, et il prétend avoir le pouvoir de faire apparaître les morts. Il importe en France la franc-maçonnerie « dite égyptienne » dont le conseiller au Parlement Jean-Jacques Duval d'Eprémesnil et ses amis spéculateurs deviennent les zélateurs intéressés.
Selon la marquise de Créquy, il soutire quatre ou cinq cent mille francs à Madame d'Urfé pour une révélation sur le Grand Œuvre. Son succès prodigieux dans la bonne société parisienne s'explique par sa personnalité, par la mode de la franc-maçonnerie mais surtout parce qu'il a derrière lui une demi-douzaine de gentilshommes qui spéculent sur les effets que ses pouvoirs produisent sur une société aristocratique fortunée et blasée.
En 1785, la carrière de ce sorcier de salon est brisée par l'escroquerie connue sous le nom d'affaire du collier de la reine dans laquelle il se trouve entraîné par le cardinal de Rohan.

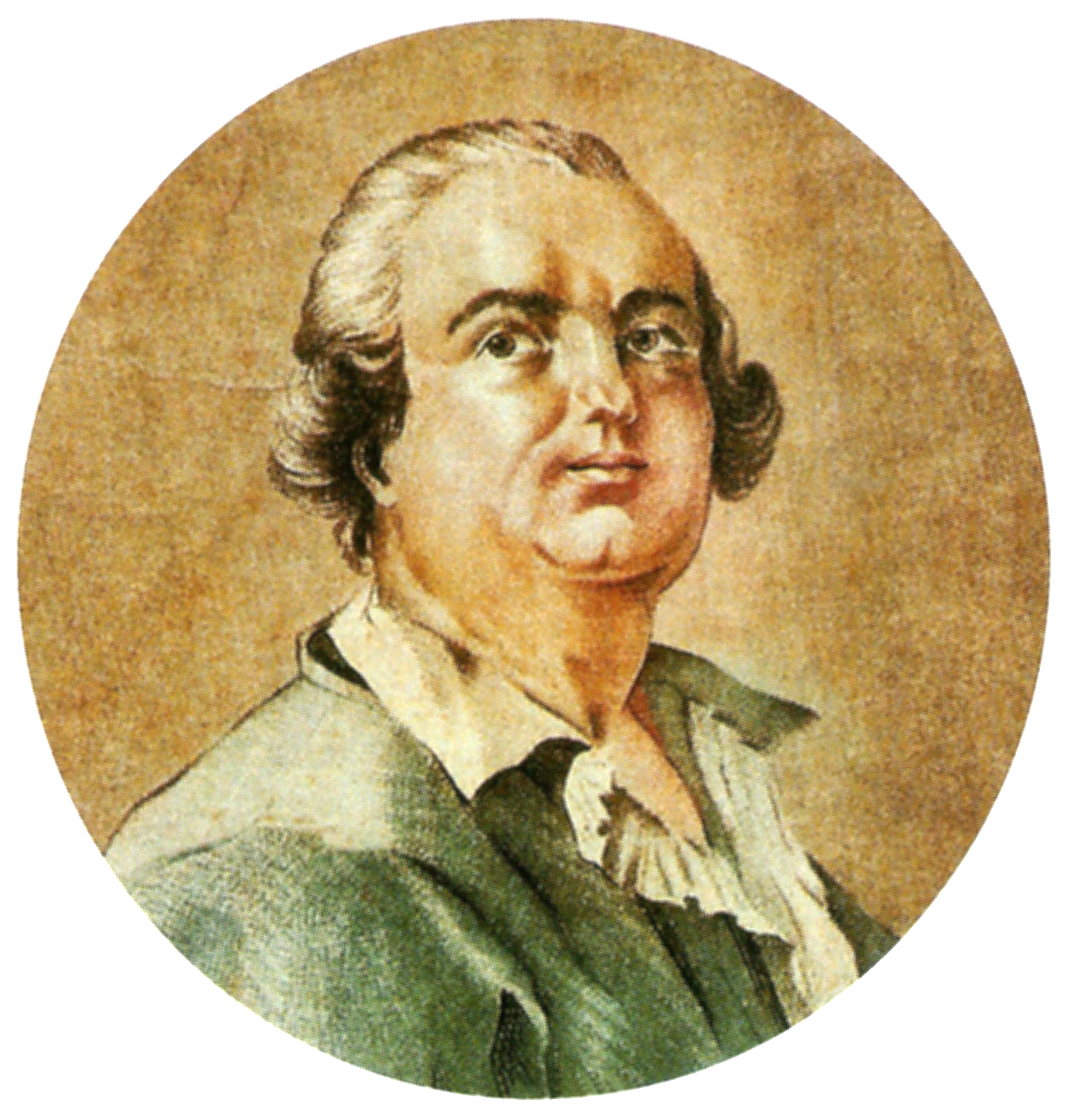
Joseph Balsamo

Il est incarcéré à la Bastille mais, soutenu par Duval d'Eprémesnil et défendu par le brillant avocat Jean-Charles Thilorier, il est libéré et expulsé de France en 1786.
Il se retire en Angleterre, puis part en Suisse et enfin en Italie, où il erre dans diverses villes avant d'être arrêté par la Sainte Inquisition en 1789 et emprisonné au château Saint-Ange comme suspect de pratiquer la franc-maçonnerie ; il y est jugé et condamné par la justice pontificale en 1791 à la peine de mort pour hérésie, sentence commuée en prison perpétuelle. Il est transféré « sans espoir de grâce et sous étroite surveillance » le 20 avril 1791 à la forteresse de San Leo dans la région des Marches, en Italie centrale. Il y restera jusqu'à sa mort, survenue dans la nuit du 26 au 27 août 1795.
Il est d'abord installé dans la « cellule du trésor » la plus sûre, mais aussi la plus dégradée et la plus humide de la forteresse. Il est après « emmuré » vivant dans la cellule « il pozzetto » jugée encore plus sûre, sorte de puits où il pouvait être surveillé. En prison, Cagliostro fait la grève de la faim.
La fin de Cagliostro débute vers midi le 26 août 1795. Une crise d'apoplexie lui fait perdre connaissance. Un garde le découvre inanimé et donne l'alarme, mais les médecins et les prêtres présents ne réussissent pas à le réanimer. Il meurt dans la nuit. Officiellement, il est enseveli le 28 août 1795 à 23 heures à la pointe extrême du mont de San Leo, vers l'occident, à mi-chemin entre les deux édifices destinés aux sentinelles « Palazzetto » et « Casino ».
Sa femme Serafina était morte une année auparavant au couvent de Sant'Apollonia à Rome.

## Galerie d'images

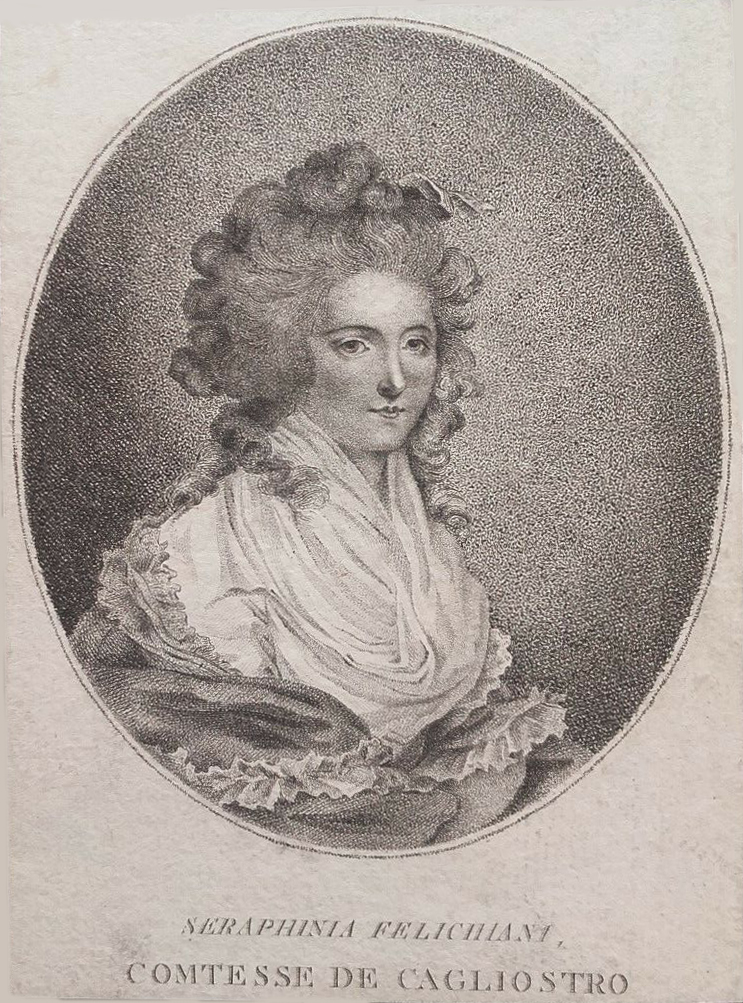
Lorenza (alias Séraphine) Feliciani, l'épouse de Joseph Balsamo.
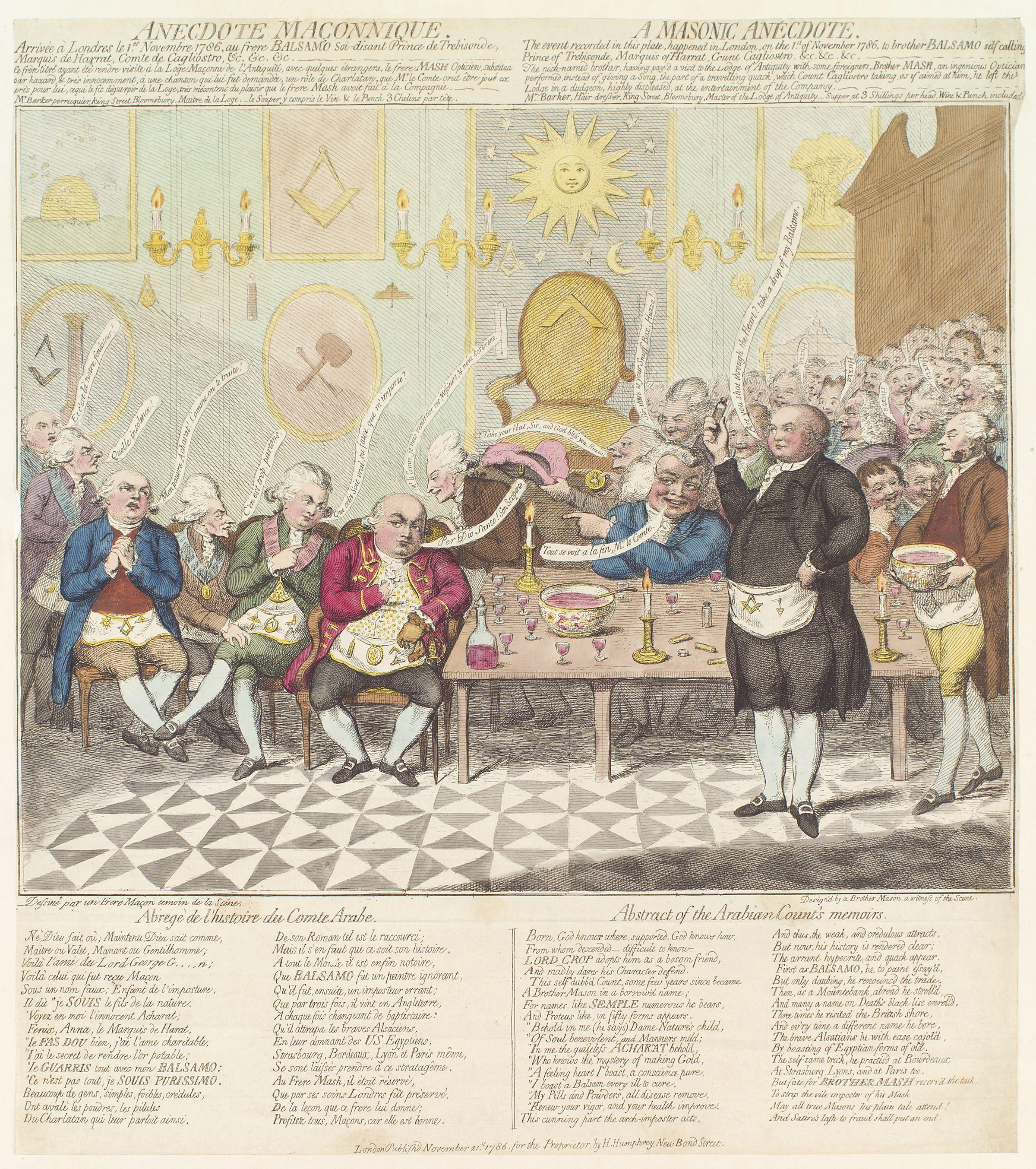
Anecdote maçonnique, caricature de Joseph Balsamo par James Gillray (1786).
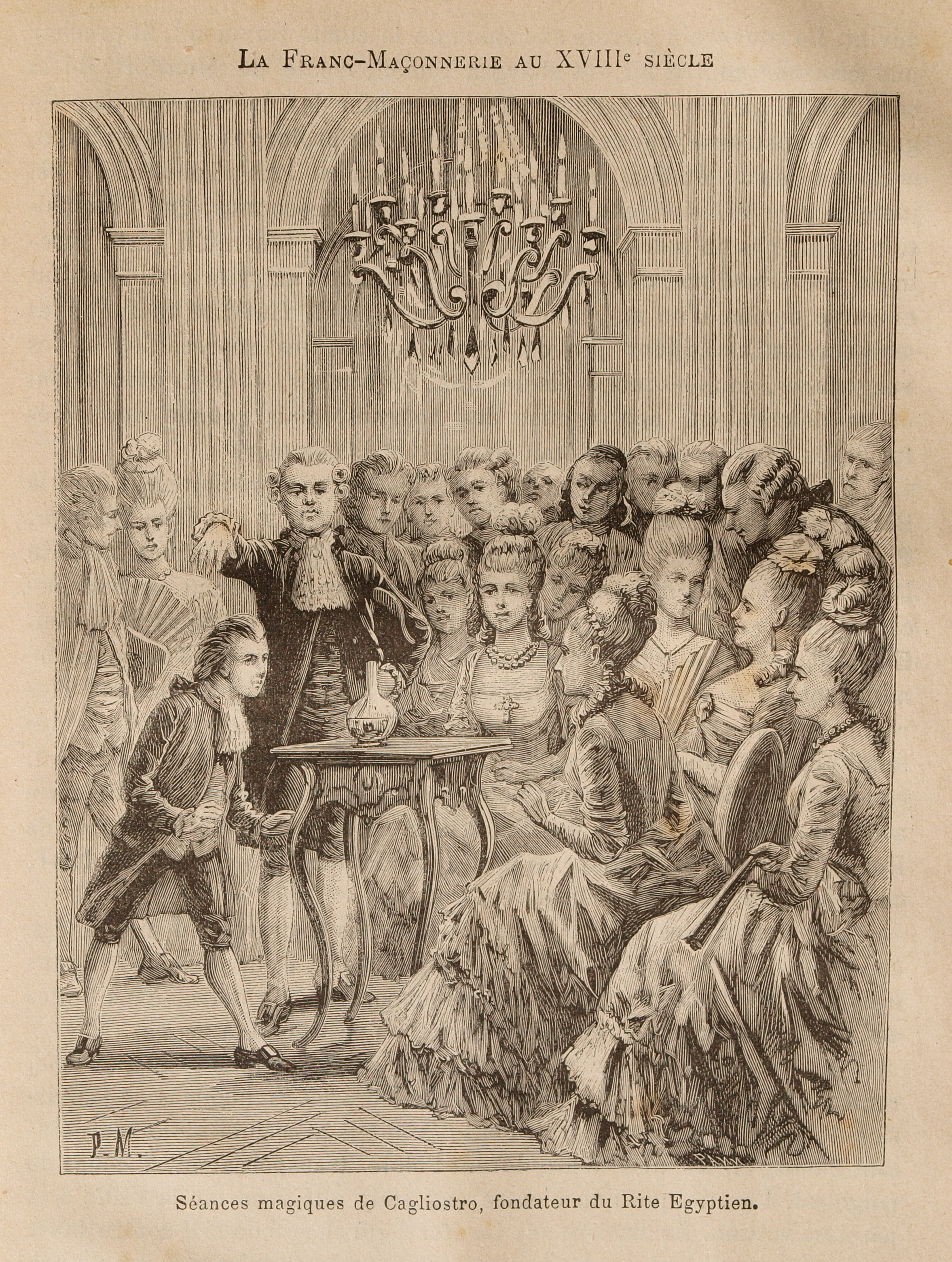
Cagliostro par Pierre Méjanel.
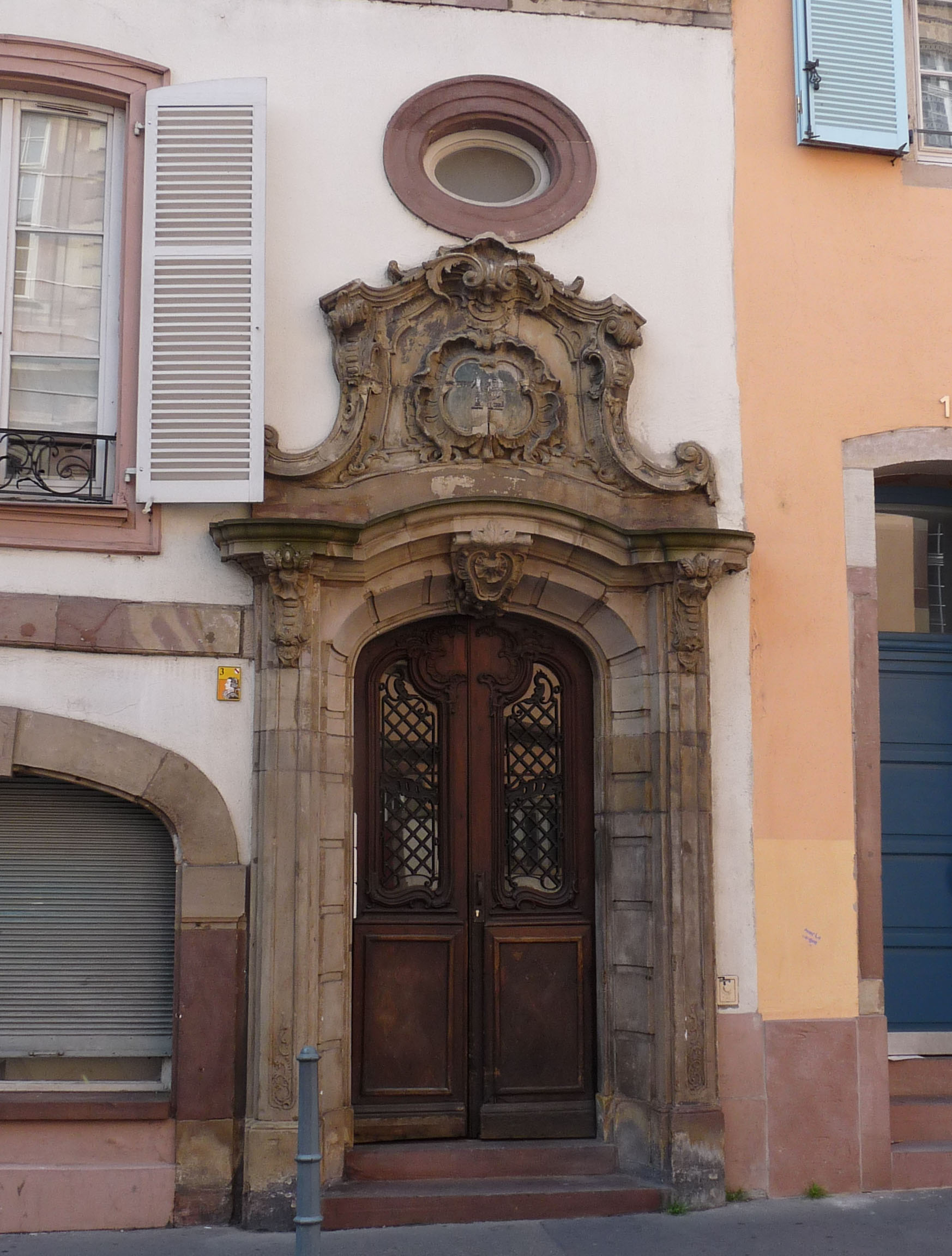
Maison de Strasbourg où il vécut de 1780 à 1783.
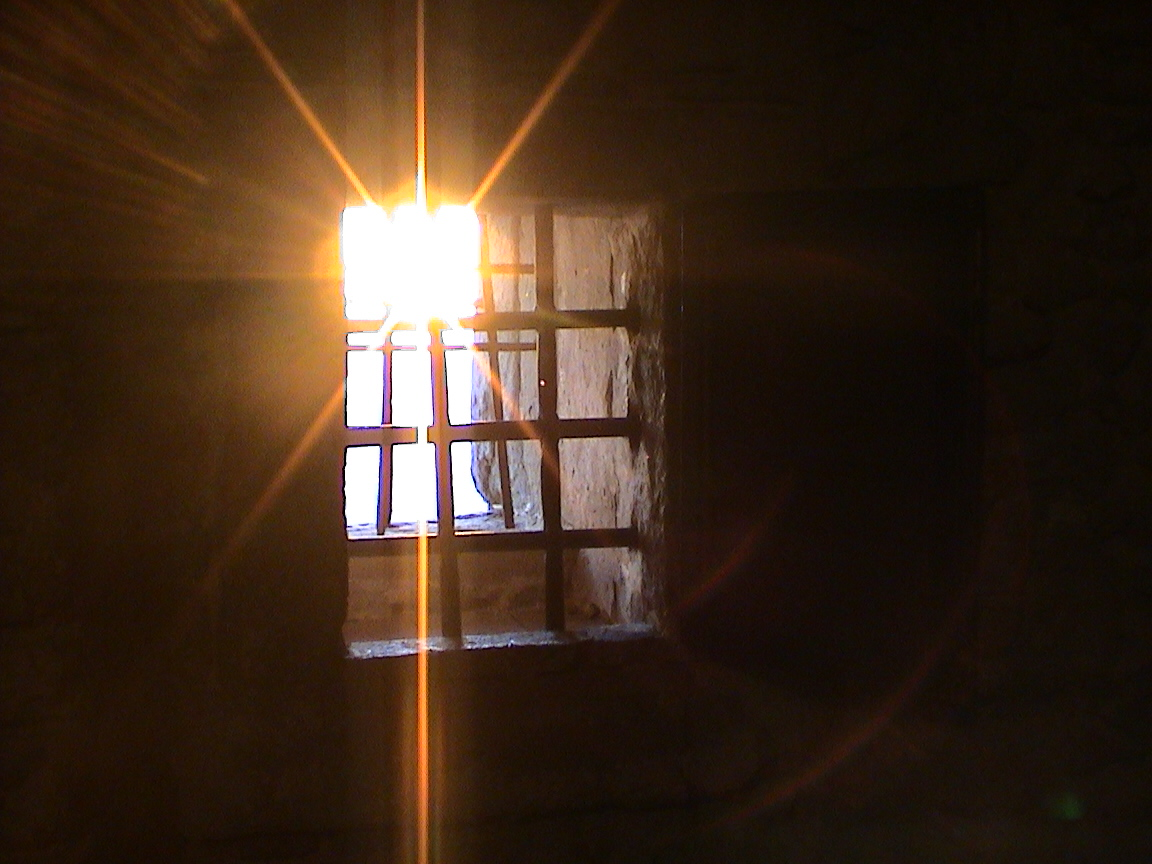
Fenêtre de sa cellule, à la prison de San Leo.

## Enterrement et déterrement
La sépulture de Cagliostro n’a pas été retrouvée. Un fait particulier s'est produit en 1797, lors de la prise de la Rocca de San Leo par un contingent polonais sous les ordres du général Jean Henri Dombrowski. Le général remit les prisonniers restants en liberté. Ceux-ci accompagnés par divers soldats déterrèrent les restes de Cagliostro et prirent son crâne pour y trinquer à la liberté retrouvée.
Cet épisode macabre fut rapporté par un témoin oculaire, Marco Perazzoni, mort en 1882, à l'âge de 96 ans, au prélat Oreglia di S. Stefano. « Quand le comte mourut, j'avais 7 ans. Je me souviens très bien de son enterrement. Son corps, habillé, déposé sur un battant de porte en bois, fut transporté à épaule par quatre hommes, lesquels, une fois sortis de la forteresse, descendirent vers l'esplanade. Ceux-ci étaient fatigués et transpiraient beaucoup (c'était le mois d'août). Afin de se reposer, ils posèrent la dépouille sur le parapet d'un petit puits qui existe encore, et ils allèrent boire un verre de vin. Ensuite, ils récupérèrent le cadavre et le conduisirent au lieu de la sépulture. Moi, tenu par la main par un de ma parenté, je suivais le triste et misérable convoi. Comme il n'y avait aucun curé, ce convoi avait un aspect diabolique. À sa vue, les rares passants s'enfuyaient en faisant le signe de croix. Une fois la fosse creusée, le cadavre fut descendu au fond. Sous sa tête, ils mirent un gros caillou, sur son visage un vieux mouchoir, ensuite ils couvrirent de terre. Quelques années après arrivèrent les Polonais qui prirent la forteresse. Ceux-ci remirent en liberté les condamnés qui, aidés par des soldats, se mirent à creuser la sépulture, s'emparèrent du crâne de Cagliostro et y burent du vin, ceci dans les cantines du comte Nardini de San Leo… ».

## Œuvres de Cagliostro
- Evangile de Cagliostro, description ironique du séjour du comte de Cagliostro à Rovereto, 1788Rituel de la Maçonnerie égyptienne (1784), Les cahiers astrologiques, Nice, 1948.
- Statuts et Règlements de la R.L. de La Sagesse Triomphante (Lyon, 24 décembre 1784) .
- Lettre au peuple français… écrite par M. le comte de Cagliostro, de Londres, le 20 juin 1786 (1789).  Annonce la destruction de la Bastille, la convocation des États généraux, l'abolition des lettres de cachet et la venue sur le trône d'un roi sage.
- Mémoire pour le comte de Cagliostro accusé contre M. le Procureur général, accusateur (1786), in Marc Haven, Le Maître inconnu, Cagliostro (1913), Derain, 1964, p. 241-244. Kessinger Publishing, 2009, 220 p. .

## Dans la fiction

### Littérature
Giuseppe Balsamo inspira de nombreux écrivains :
- Juliette Benzoni dans Le Gerfaut des brumes et Les seigneurs de la nuit
- Alexandre Dumas dans trois romans de sa tétralogie Mémoires d'un médecin : Joseph Balsamo (1846), Le Collier de la reine (1849), La Comtesse de Charny (1853). Le premier volet, Joseph Balsamo a été adapté en un feuilleton télévisé éponyme Joseph Balsamo.
- Michel Zevaco, La Marquise de Pompadour puis Le rival du roi (1912)
- Goethe, Le Grand Cophte.
- Gérard de Nerval, Les Illuminés.
- Thomas Carlyle, Le Comte Cagliostro.
- Schiller, Le Visionnaire.
- Alexis Tolstoï, Graf Kaliostro (1921), adapté en un film Formoula Lubvi (La Formule de l'Amour) (1984).
- Denis Côté, L'Empire couleur sang .
- Maurice Leblanc crée une supposée descendante de Balsamo qu'il oppose à son Arsène Lupin dans La Comtesse de Cagliostro.
- Leblanc inspire à son tour le réalisateur Hayao Miyazaki pour son premier long métrage Le Château de Cagliostro, d'après l’œuvre Lupin III de l'auteur Monkey Punch.
- Raoul de Warren pour le roman L'Énigme du mort-vivant publié en 1947.
- Arcadi et Boris Strougatski, un personnage du roman Le lundi commence le samedi (1966, traduction française 1974)
- Jean-François Parot dans le roman L'année du volcan (2013) Les enquêtes de Nicolas Le Floch, no 11.
- Romain Gary fait référence à Cagliostro comme un personnage du XVIIIe siècle pouvant faire tomber les étoiles et se disant immortel dans Les Mangeurs d'étoiles.
- Anicet-Bourgeois, Dumanoir et Édouard Brisebarre pour le vaudeville La Fiole de Cagliostro en 1835
- Jean-Luc Istin pour la BD Le Sang du dragon où le comte de Cagliostro est l'antagoniste principal des tomes 1 à 8

### Au cinéma et à la télévision
De nombreux acteurs interprétèrent Cagliostro :
- 1910 : Jean Jacquinet dans le film de Gaston Velle et Camille de Morlhon Cagliostro, aventurier, chimiste et magicien ;
- 1918 : Fryderyk Jarossy dans le film de Ladislas Starewitch Cagliostro ;
- 1920 : Reinhold Schünzel dans Der Graf von Cagliostro ;
- 1929 : Hans Stüwe dans le film de Richard Oswald Cagliostro ;
- 1932 : Paul Otto dans le film de Friedrich Zelnik Le danseur de Sanssouci ;
- 1937 : Alexandre Mihalesco dans le film de Christian-Jaque François Ier ;
- 1943 : Ferdinand Marian dans le film de Josef von Báky Les Aventures fantastiques du baron Münchausen ;
- 1946 : Pierre Dux dans le film de Marcel L’Herbier L'Affaire du collier de la reine
- 1949 : Orson Welles dans le film de Gregory Ratoff Cagliostro ;
- 1954 :
  - Gino Cervi dans Si Versailles m'était conté de Sacha Guitry ;
  - Samson De Brier (en) dans Inauguration of the Pleasure Dome (en) de Kenneth Anger ;
- 1973 : Jean Marais dans la mini-série d'André Hunebelle Joseph Balsamo ;
- 1975 : Bekim Fehmiu dans le film de Daniele Pettinari Cagliostro ;
- 1988 : Georges Montillier dans Le Gerfaut de Marion Sarraut ;
- 1989 : Jean-François Garreaud dans La Comtesse de Charny ;
- 2001 : Christopher Walken dans le film de Charles Shyer, L'Affaire du collier;
- 2011 : Til Schweiger dans le film Les Trois Mousquetaires de Paul W. S. Anderson.

### Hommages
- 1979 : le film d'animation Le Château de Cagliostro de la franchise Lupin III, réalisé par Hayao Miyazaki, trouve son nom dans la référence au comte de Cagliostro.

### Sources primaires
- Témoignages des contemporains et documents historiques inédits - www.alexandrecagliostro.fr.
- Théodore Flournoy, Des Indes à la planète Mars : Personnification de Balsamo par Léopold (Chapitre IV - § II), Balsamo.html Léopold et le vrai Joseph Balsamo] (Chapitre IV - § III), Étude sur un cas de somnambulisme avec glossolalie, Éditions Alcan et Eggimann, Paris et Genève, 1900.
- Mémoires de J. Casanova De Singalt (t. VIII, chap. I, p. 15-20) Nouvelle Édition Garnier Frères, 1880 : Mémoires de Casanova de Seingalt, édition de 1880.
- Traduction partielle de : L. Rusticucci, Prigionia e morte di Cagliostro nella fortezza di San Leo, Guaraldi Editore, Rimini, 1993.
- Journal encyclopédique ou universel du duc de Bouillon, année 1781, Tome V, pp. 321–324 : Lettre sur la guérison du chevalier de Langlais, capitaine de dragons au régiment de Lescure.
- Vie de Cagliostro, extraite des pièces de son procès (traduite en français), publié à Rome, 1790.